# Rudy van Wessel
Rudy van Wessel (23 maart 1973) is een Nederlandse schaker. Hij is sinds 2014 een Internationaal Meester (IM).
In 1997 en 1998 won hij de A-groep van het Open Drents Rapidtoernooi.
In 2000 werd hij gedeeld tweede op het vierde, door Michiel Besseling gewonnen, OGD Rapidtoernooi, gehouden in Delft.
In 2020 was hij toernooidirecteur van het 80e Daniël Noteboom-toernooi met 334 deelnemers, gewonnen door Predrag Nikolić.  

## Schaakverenigingen
Van Wessel begon met schaken bij SV Zevenaar. Tijdens zijn studie in Groningen ging hij voor Lewenborg spelen en daarna speelde hij voor LSG uit Leiden.  
In 2008 eindigde hij met LSG als 44e op de European Club Cup, gehouden in het Griekse Chalkidiki.